# 임극충
임극충(任克忠)은 고려의 문신으로 동지공거를 거쳐 무신의 난 이후에 중서시랑평장사 등을 역임하였다. 수상을 지낸 임원후(任元厚)의 맏아들로, 인종의 비인 공예태후(恭睿太后)와 남매간이다.